# George Ayscue
Admiraal Sir George Ayscue (ca. 1616–1671) was een Engelse marineofficier die diende in de Engelse Burgeroorlog en de Engels-Nederlandse Oorlogen.
Vanaf 1648, dus tijdens de Engelse Burgeroorlog, diende hij als kapitein aan de zijde van de parlementsgezinde 'roundheads' en voorkwam dat oorlogsvloot de kant koos van de 'cavaliers', de koningsgezinde partij. Hierna werd hij bevorderd tot "Generaal ter Zee". In 1651 diende hij met Robert Blake, een andere marineofficier van de 'roundheads', bij de verovering van het laatste steunpunt van de royalisten, de Scilly-eilanden. Later dat jaar veroverde hij Barbados en een aantal andere Engelse kolonies.
In de Eerste Engels-Nederlandse Oorlog werd hij verslagen door de Nederlandse vlootvoogd Michiel de Ruyter bij de Slag bij Plymouth. Hij werd van zijn bevel ontheven en ging in dienst van de Zweedse marine totdat hij na de Restauratie van Karel II kon terugkeren.
Tijdens de Tweede Engels-Nederlandse Oorlog was hij commandant van een smaldeel in de Slag bij Lowestoft in 1665. Tijdens de Vierdaagse Zeeslag in 1666 liep zijn vlaggenschip HMS Prince Royal aan de grond op de Galloper Plaat en zag hij zich gedwongen zijn schip over te geven aan Cornelis Tromp. Zodoende was hij de enige admiraal van de Royal Navy ooit die zich ter zee overgaf aan de vijand. Tijdens de rest van de oorlog werd hij gevangen gehouden op Slot Loevestein.